# Валеран II (герцог Лимбурга)
Валеран (Вальрам) II Язычник (фр. Waléran II de Limbourg, нем. Walram II von Limburg; ок. 1085 — 6 сентября 1139) — граф Арлона и герцог Лимбурга с 1119, герцог Нижней Лотарингии в 1125—1138, сын Генриха I, герцога Лимбурга и графа Арлона.

## Биография

### Правление
По традиционной версии Валеран был сыном Адельгейды фон Боттенштейн, дочери Бото, пфальцграфа Баварии, однако в Europäische Stammtafeln показано, что она была второй женой Генриха I, а Валеран и его братья и сестры — детьми Генриха от первого брака. Его первой женой показана предполагаемая дочь Вальрама I, графа Арлона. Тем не менее, Валеран II унаследовал графство Арлон, перешедшее его отцу от Вальрама I, хотя известны и другие случаи когда детям от второго брака переходило имущество от первой жены их отца. Если брать в расчет устоявшуюся версию, то предположительно Валеран родился около 1085 года.
Валеран получил прозвище Язычник из-за его позднего крещения. В 1101 году император Генриха IV, передал отцу Валерана титул герцога Нижней Лотарингии за поддержку в его конфликте с сыном, но в 1106 году он скончался. Его сын Генрих V лишил Генриха I его титулов и передал их Готфриду V Лувенскому. Это привело к конфликту между представителями Лимбургского и Лувенского дома, которые спорили за титул герцога Нижней Лотарингии до 1191 года.
Генрих V умер в 1125 году, и новый император Лотарь II лишил Готфрида титула герцога Нижней Лотарингии, а также маркграфство Антверпен, и передал его Валерану. Готфрид не хотел уступать герцогство Валерану и лишаться герцогского титула. Спор быстро перерос в вооруженную борьбу, во время которой произошли беспорядки около аббатства Сен-Тронд. В 1129 году Валеран и епископ Льежа, Александр I Юлихский, победили Готфрида близ Вильдерена. В том же году Валерану был передан в управление Дуйсбург.
После смерти Лотаря право Готфрида II, сына Готфрида I, на Нижнюю Лотарингию, оспоренное Валераном, было подтверждено императором Конрадом III не позднее 9 февраля 1140 года, предположительно в 1138 году. Конрад поддерживал Готфрида, поскольку он был женат на сестре жены Готфрида Лютгарды Зульцбахской Гертруде.
Преемником Валерана в герцогстве Лимбург был его сын Генрих II, но титул герцога Нижней Лотарингии закрепился за Готфридом II и его потомками. Другие владения Валерана были поделены между его младшими сыновьями: Валерану достался Арлон, а Герхарду — Вассенберг.

### Брак и дети
Жена с 1107/1110: Ютта фон Гельдерн (ок. 1087 — 24 июня 1151), дама Вассенберга, дочь Герхарда I, графа Гельдерна. Дети:
- Генрих II (ум. август 1167), герцог Лимбурга с 1139
- Герхард (ум. после 4 августа 1166), сеньор Вассенберга, упоминается в 1148 и 1166
- Беатриса (ум. после 1148); муж: Рупрехт I (ум. до 1154), граф Нассау
- Вальрам (Валеран) (ум. 30 декабря 1145/5 января 1147), граф Арлона
- Аделаида (ум. до 1146); муж: Экберт (ум. 4 февраля 1146/1150), граф фон Текленбург